# Cryptadia xuthobela
Cryptadia xuthobela är en fjärilsart som beskrevs av Turner 1913. Cryptadia xuthobela ingår i släktet Cryptadia och familjen mott. Inga underarter finns listade i Catalogue of Life.